# Rue du Ranelagh
Koordinaten: 48° 51′ N, 2° 16′ O
Die Rue du Ranelagh ist eine Straße in Passy, dem 16. Arrondissement von Paris.

## Lage
Die Straße ist Einbahnstraße und beginnt im Osten an der parallel zur Seine verlaufenden Avenue du Président Kennedy und endet im Westen am Boulevard de Beauséjour.
Es bestehen folgende Verkehrsanbindungen:
- Metro über die Station Ranelagh
- RATP 22, 52
- Gare de l'avenue du Président-Kennedy: RER

## Namensursprung
Die Straße erhielt den Namen, weil sie zum Jardin du Ranelagh führt. Durch diesen Park führt die Avenue de Ranelagh, mit der sie nicht verwechselt werden sollte.

## Geschichte

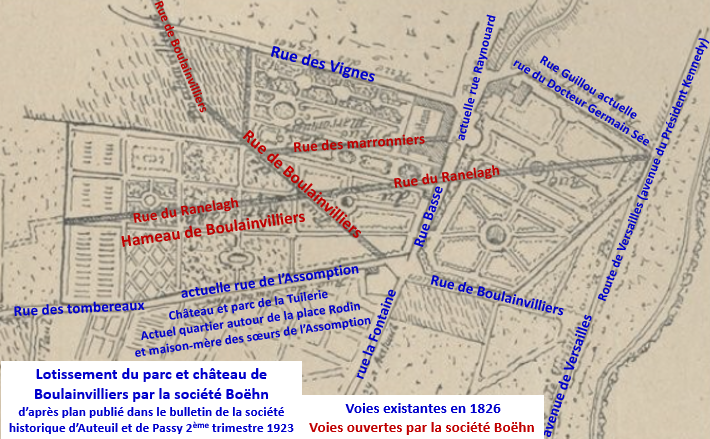

Die Straße gehört zur Domäne Boulainvilliers, die 1825 von seinem letzten Besitzer, M. Cabal, an die Firma Roëhn verkauft wurde, die das Schloss abriss, das Gelände des Parks parzellierte und den neuen Stadtteil Boulainvilliers schuf.
Ein erster Teil der Straße wurde 1825 unter dem heutigen Namen zwischen dem Quai de Passy (heute Avenue du Président-Kennedy) und der Rue de Boulainvilliers eröffnet. Im Laufe der Stadtentwicklung kamen immer neue Teile hinzu, bis sie, laut Erlass vom 12. Oktober 1950, die heutige Länge erlangte.

## Sehenswürdigkeiten
- Von der Seine kommend, befindet sich gleich zu Beginn auf der linken Seite das Maison de Radio-France.
- Nr. 6: Gare de l'avenue du Président-Kennedy
- Nr. 45–61: Hameau de Boulainvilliers, eine exklusive und nur Anwohnern bzw. deren Besuchern zugängliche Privatstraße, in der der Schriftsteller Pierre Louÿs (1870–1925) eine Zeitlang lebte[3]
- Nr. 71: Lycée Molière, erbaut zwischen 1886 und 1888
- Nr. 94: Botschaft der Republik Suriname
- Nr. 96: International School of Paris
- Nr. 101: Privatstraße Avenue des Chalets
- Nr. 111: Letzte Wohnung des Politikers und Schriftstellers Alain Peyrefitte
- Nr. 117: Eingang zum Square du Ranelagh
- Nr. 125: Botschaft der Slowakischen Republik

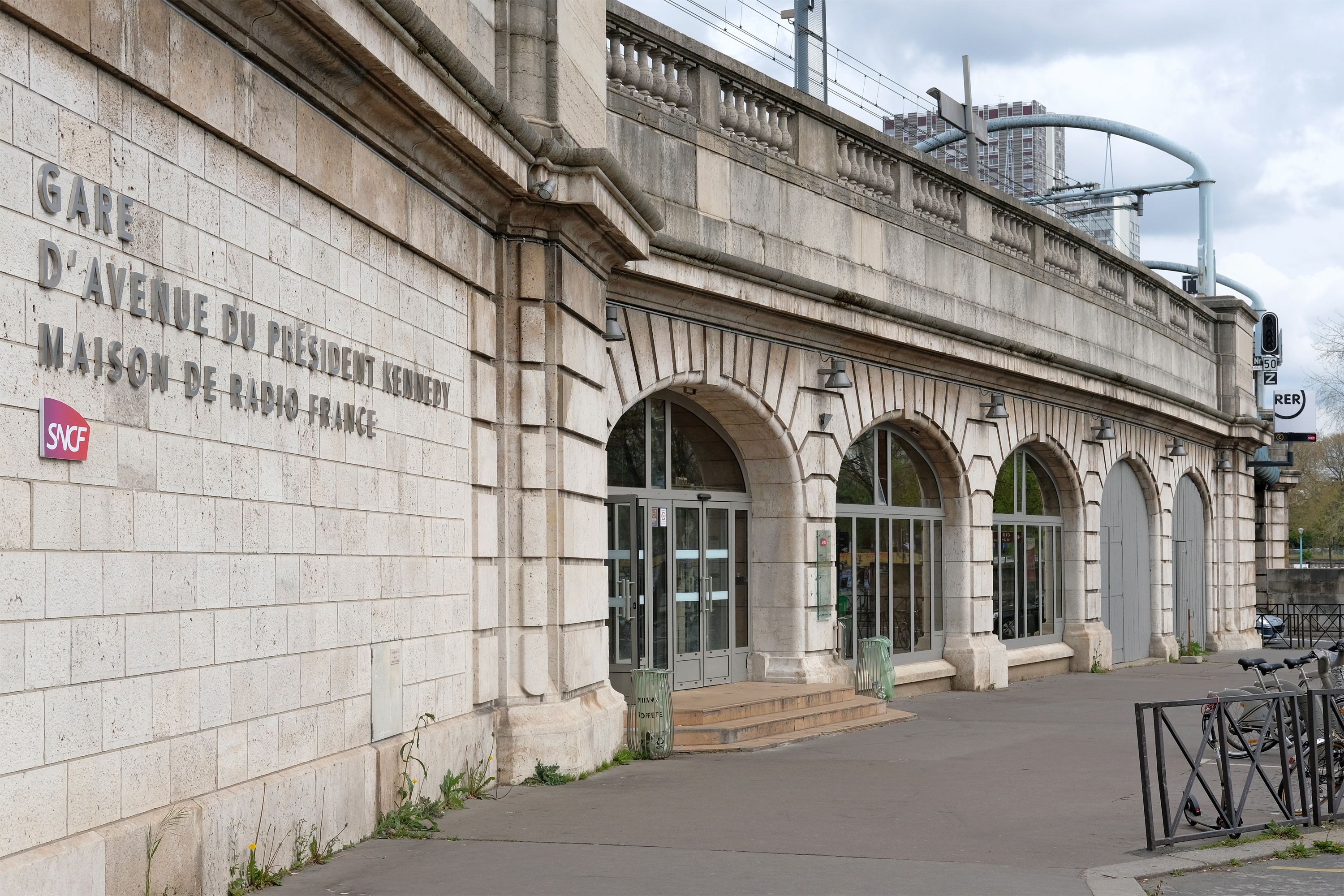
Nr. 6: Gare de l'avenue du Président-Kennedy.
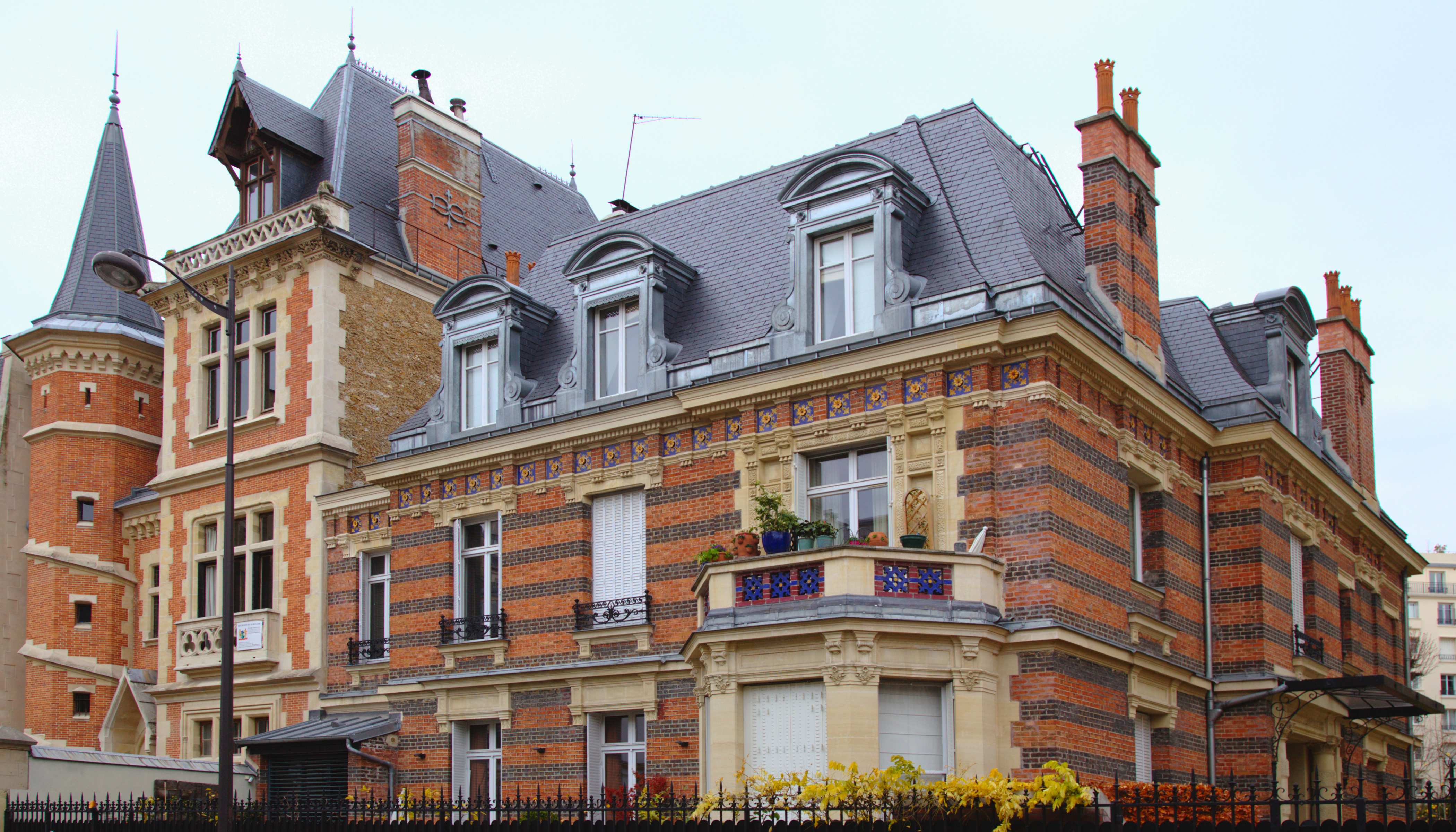
Nr.: 92
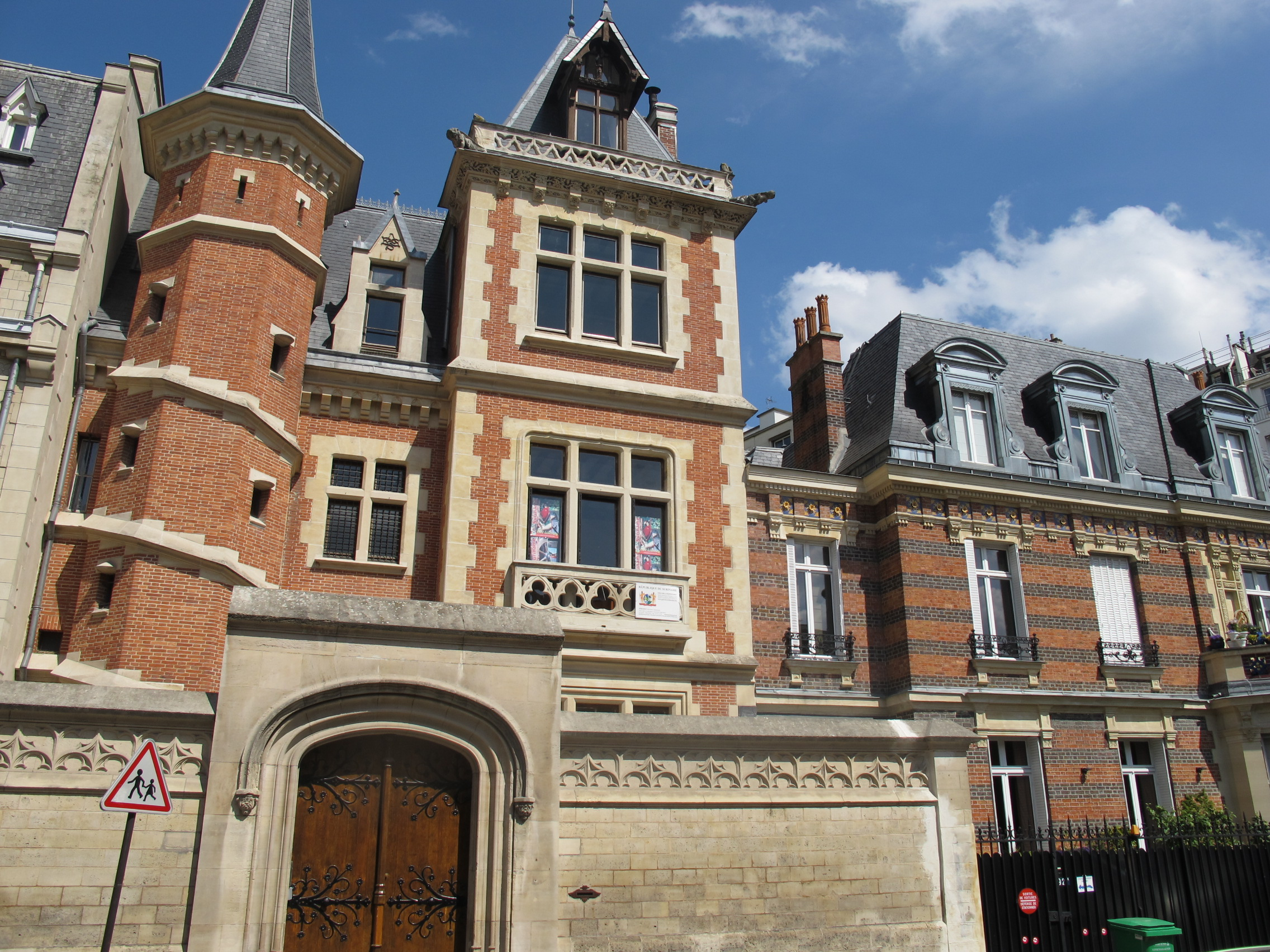
Nr. 94
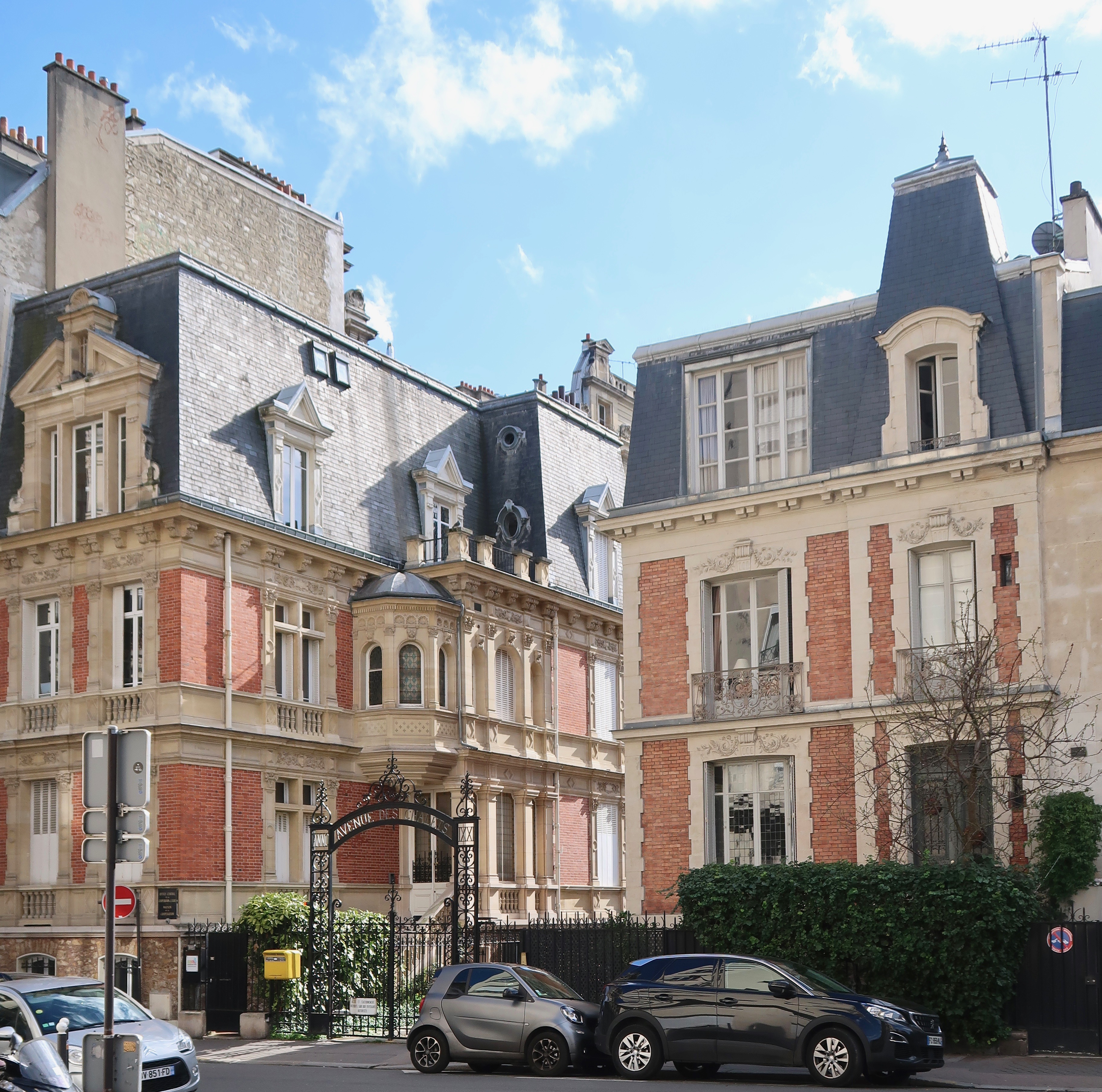
Eingang zur Avenue des Chalets
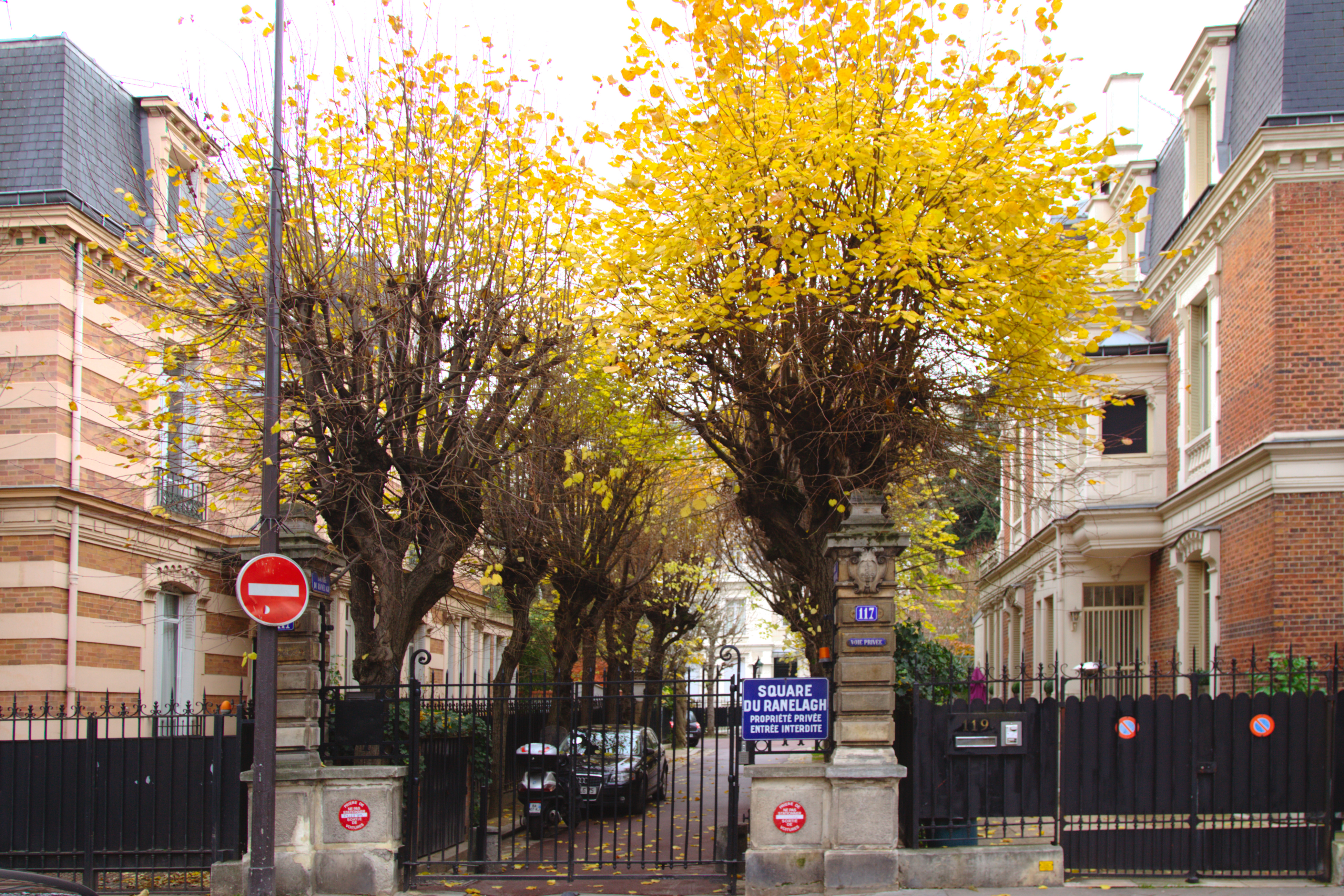
Eingang zum Square du Ranelagh
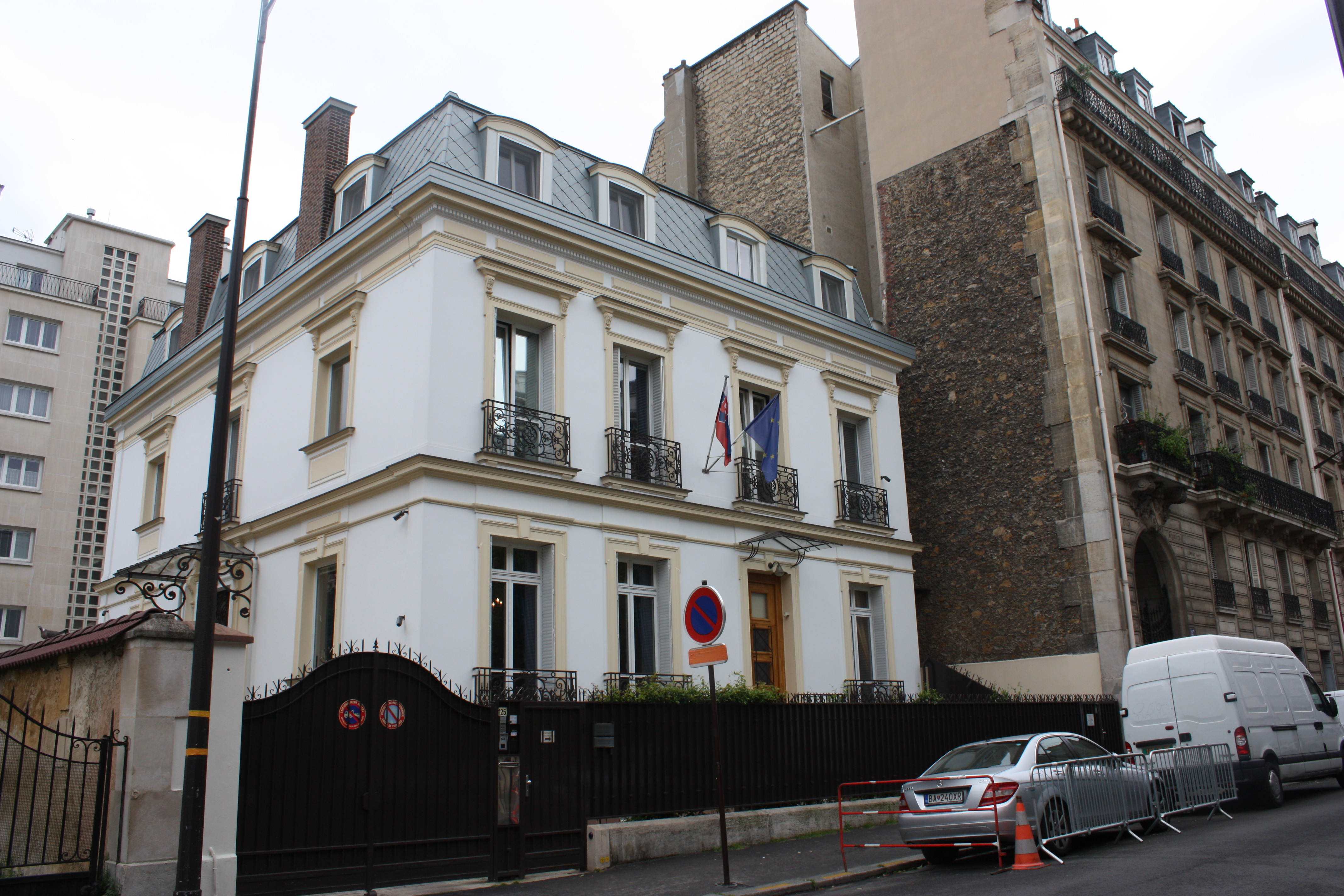
Botschaft der Slowakei
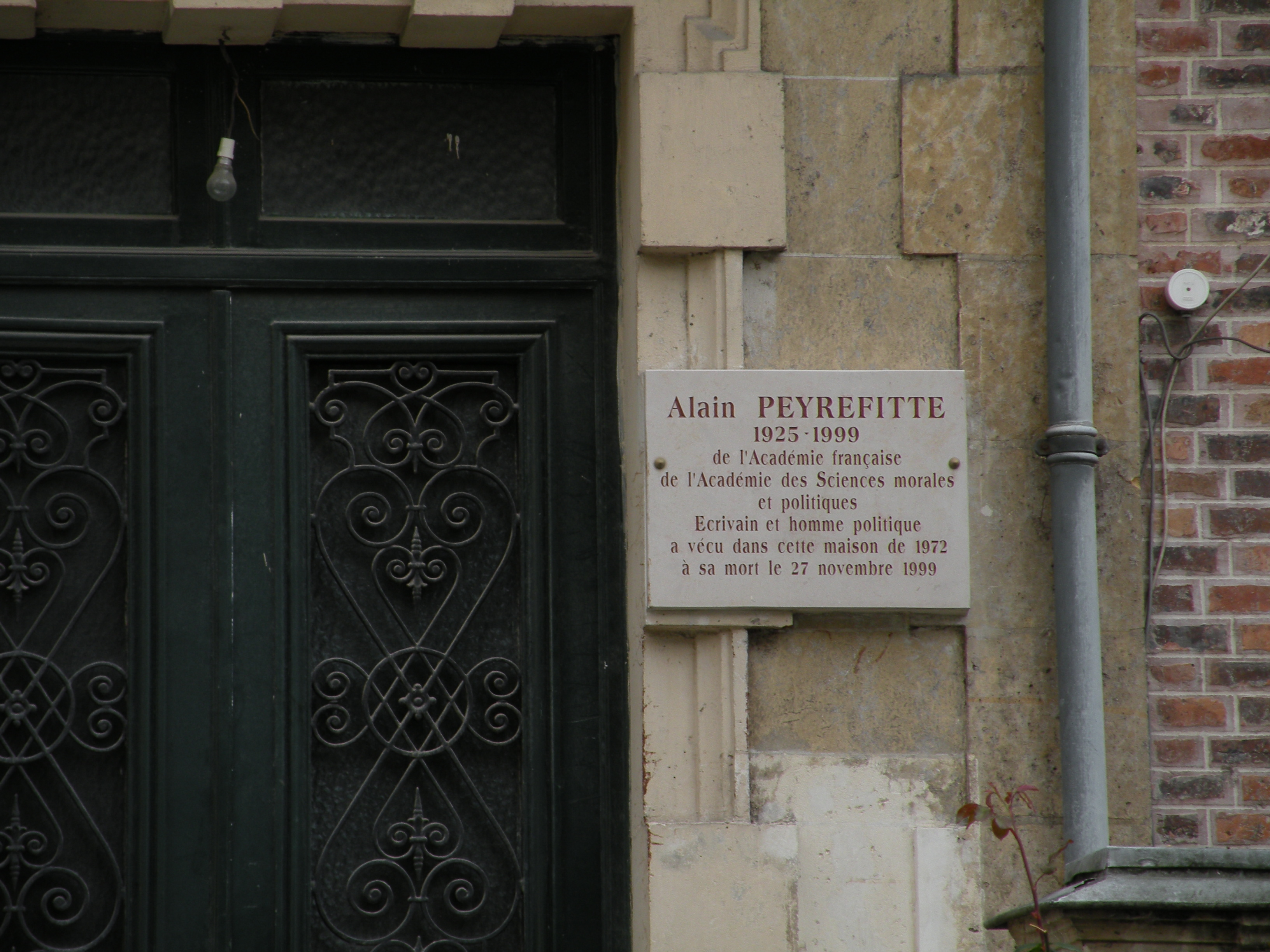
Letzte Wohnung von Alain Peyrefitte
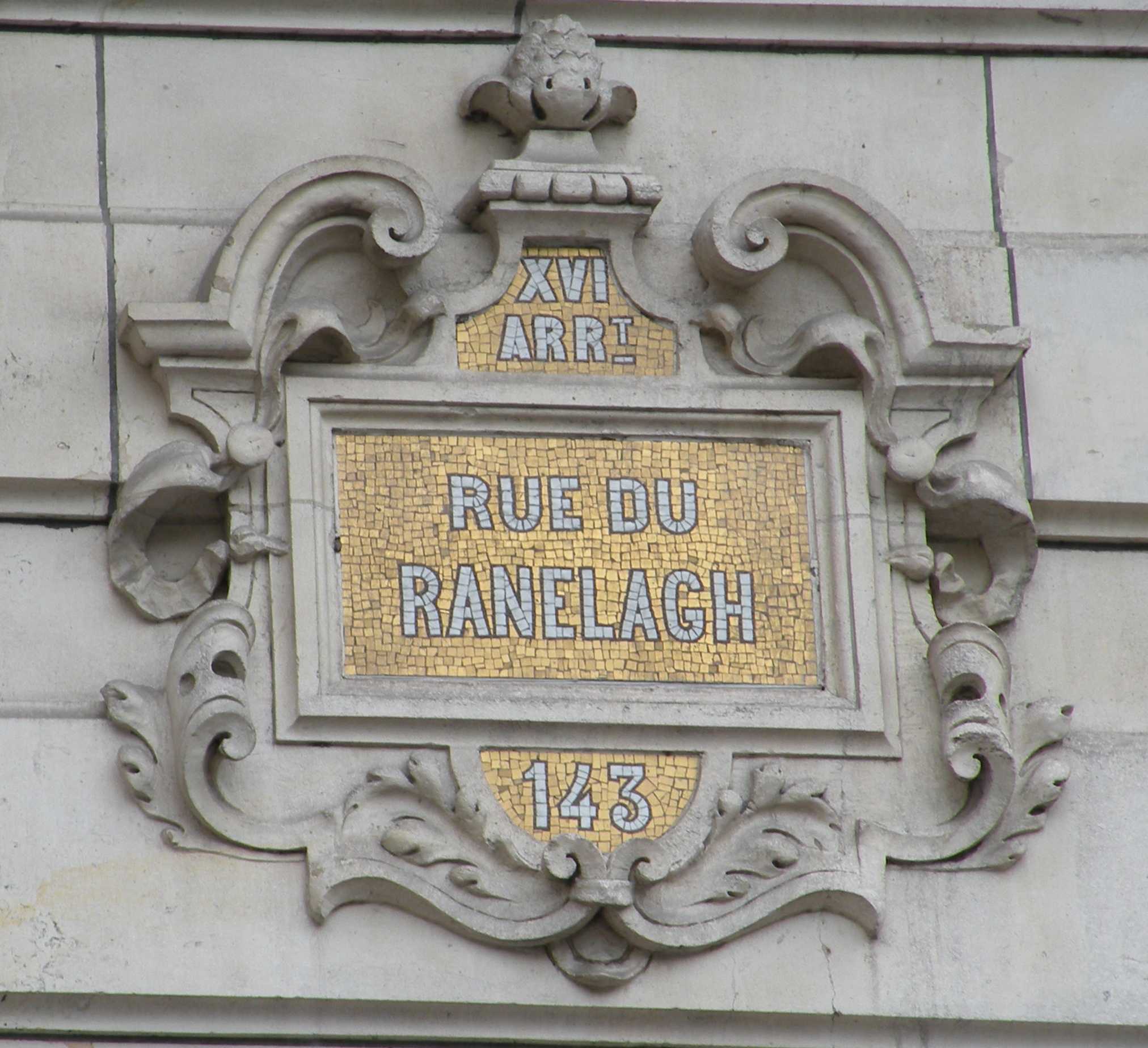
Besonderes Nummernschild an Nr. 143